# Joachim Nshimirimana
Joachim Nshimirimana (* 13. Januar 1973) ist ein ehemaliger burundischer Marathonläufer.

## Sportliche Laufbahn
Nshimirimana trat bei den Olympischen Sommerspielen 2004 in Athen und den 2008 in Peking an. 2004 belegte er im Marathonlauf Platz 32 vier Jahre später beendete er den Marathonlauf auf Platz 68.
2006 gewann Nshimirimana erstmals einen internationalen Wettbewerb beim Ljubljana Marathon mit seiner persönlichen Bestzeit von 2:14:14 h.